# Kong Christian den Tiendes 25 Aars Regeringsjubilæum
|  | Sammenskrivningsforslag Artiklen Hs. Majestæt Kong Christian den X's Regerings-Jubilæum er foreslået føjet ind i Kong Christian den Tiendes 25 Aars Regeringsjubilæum. (Siden januar 2024) Diskutér forslaget |

|  | Sammenskrivningsforslag Artiklen Hs. Majestæt Kong Christian d. Xs 25 Aars Regeringsjubilæum er foreslået føjet ind i Kong Christian den Tiendes 25 Aars Regeringsjubilæum. (Siden januar 2024) Diskutér forslaget |

|  | Denne artikel er oprettet af botten Steenthbot ud fra en ekstern database. Den kan derfor have sproglige fejl eller mangler. Denne skabelon kan fjernes efter kontrol af indholdet. |

Kong Christian den Tiendes 25 Aars Regeringsjubilæum er en dansk dokumentarisk optagelse fra 1937.

## Handling
Hans Majestæt Kong Christian d. X's 25 års regeringsjubilæum lørdag d. 15. maj 1937. Garden marcherer i Nørregade og på Amalienborg Slotsplads. Sangerhilsen til kongen. De tre nordiske konger kommer ud på balkonen, og hilser på folket. I åben karet kører kongeparret gennem byen. Kongelige og andre ankommer til Vor Frue Kirke. Bortkørslen efter gudstjenesten. Kongeparret hyldes af store menneskemængder opstillet langs ruten gennem København. Besøg på Christiansborg. Byen illumineret om aftenen. Studenternes fakkeltog.